# Henrik Nánási
Henrik Nánási (geboren 1975 in Pécs) ist ein ungarischer Dirigent.

## Leben
Nánási studierte am Béla-Bartók-Konservatorium in Budapest Klavier und Komposition und ab 1993 an der Universität für Musik und Darstellende Kunst in Wien Orchesterdirigieren, Korrepetition und Komposition. Ab 1999 war er am Stadttheater Klagenfurt engagiert und dort ab 2002 Erster Kapellmeister. 2005 wechselte er an das Theater Augsburg, 2007 an das Staatstheater am Gärtnerplatz in München.
An der Oper Frankfurt gab er 2009 sein Debüt mit La Bohème und 2010 an der Semperoper Dresden mit Gioachino Rossinis Die Italienerin in Algier. Weitere Engagements führten ihn u. a. an die Wiener Volksoper, die Bayerische Staatsoper und die Opéra de Monte-Carlo. Ab der Spielzeit 2012/13 wurde Nánási neben dem Intendanten Barrie Kosky Generalmusikdirektor der Komischen Oper Berlin, die 2012/2013 zum Opernhaus des Jahres gewählt wurde. Von 2012 bis 2018 war er der GMD der Komischen Oper.